# Hans Gille
Lennart Hans Allan Gille, känd som Hasse Gille, född 28 juli 1931 i Uppsala, död 31 december 2012 i Dannemora, var en svensk smed, nyckelharpsbyggare, riksspelman och jazzmusiker.
Hans Gille var son till smeden Konrad Gille och Signe Gille, född Brandström. Som ung gick han i lära som snickare och smed. År 1954 gick han till sjöss som mässuppassare på M/S Margaret Johnson respektive M/S Ceylon och lärde sig under tiden engelska på egen hand. Han återvände till Österbybruk 1956 där han tog arbete som smed. Senare blev Gille musiker och nyckelharpsbyggare på heltid. Han bildade familj och fick fyra söner.
Som musiker spelade Gille allt från traditionell amerikansk till traditionell svensk musik. Förutom huvudinstrumenten kornett och nyckelharpa trakterade han ventilbasun, elbas, banjo, ukulele, näverlur och spelpipa. Han kallade sig själv för "den siste vallonsmeden".

## Vallonättling och stålsmed
Anfadern Nicolas Gille, smed från Vallonien, kom till Österby på 1620-talet. Hans Gille kallas ofta "den siste vallonsmeden" och ska ha varit den fjortonde stålsmeden i rakt nedstigande led. Gille började som pojke i modellverkstaden på Fagersta Bruks AB Österbyverken. Där lärde han sig om träslag och verktyg, kunskaper han använde som nyckelharpsbyggare. Sin tjugoåriga karriär som stålsmed började han som pådragare i ånghammaren. Han lärde sig sedan smida alla former under ånghammaren. När den renoverade vallonsmedjan i Österbybruk skulle återinvigas 2006 fick Gille uppdraget att smida ut den första smältan under den stora hammaren, iklädd smedens traditionella långskjorta, läderförkläde ("ballbräde") och hatt. Hans anfäder var smeder i åtta av tolv generationer, de tre senaste var inte vallonsmeder emedan sådan hantering då hade upphört.[källa behövs]

## Kornetter och tradjazz
Hans Gille har själv berättat hur han fastnade för jazzen. På Josefs café i Österbybruk fanns en jukebox och här kunde han som barn om och om igen lyssna på "I wish I could shimmy like my sister Kate". I bruket fanns en blåsorkester, och vid 12 års ålder lärde han sig  spela kornett. När han som tonåring följde med fadern som under några år arbetade på Björneborgs bruk i Värmland, fick han lektioner av en militärmusiker tills denne ansåg att han inte kunde lära 17-årige Gille mer. Kornetten följde honom sedan till sjöss och blev inträdesbiljett till krogarna.
Tillbaka i Österbybruk drev Gille dansband och andra orkestrar. En egen grupp hette Hasse Gilles kvintett, som senare blev sextett, med sättningen barytonsaxofon, tenorsaxofon/altsaxofon/klarinett, piano, bas och trummor. Han var med i Örbyhus blåsorkester, i Roy Ramsells sextett (senare Sextett Sextio), och han spelade storbandsjazz med Gimo Big Band. År 1985 återfanns noter från Dannemora gruvsamhälles musikkår. Tillsammans med andra musiker från Gimo Big Band startade Gille Brukssextetten i Österbybruk - Dannemora som han ledde under drygt 20 år. Endast de gamla noterna användes. På 1980-talet gick han tillbaka till den ursprungliga jazzen och ledde grupperna Red Wings, Canal Creepers och Big Papa Henry's New Orleans Jazz Band. Hemmascenen blev Louis i Stockholm, men han medverkade också vid Norrtelje jazzdagar, Varbergs gladjazzdagar och andra jazzfestivaler. Han började under denna tid regelbundet resa till New Orleans där han blev känd som "Hans from Sweden". Här uppträdde han med musiker som Jacques Gauthé och Lars Edegran, och han inbjöds att spela i Preservation Hall. Sammanlagt blev det 14 besök.
Gille samlade också kornetter från jazzens guldålder. En kornett, som möjligen tillhört Bix Beiderbecke, skänkte han till Strömsholms jazzmuseum. Vid sin bortgång hade han 20 kornetter, varav 10 stycken av märket Conn. En kornett av märket Václav František Červený har av arvingarna donerats till Brukssextetten.

## Nyckelharpor och folkmusik
På 1960-talet dokumenterades den då försvinnande traditionen med nyckelharpan som folkmusikinstrument i norra Uppland i professor Jan Lings doktorsavhandling. När Gille blev uppmärksammad på att de gamla österbyharporna (kontrabasharpa med dubbellek) och Österbylåtarna höll på att försvinna med de gamla spelmännen, liksom traditionen att spela då midsommarstången restes, beslöt han sig för att ta upp traditionen. 
År 1971 arrangerade Eric Sahlström den första nyckelharpsbyggkursen, och där deltog Gille. De två första harporna var kromatiska, den tredje var en silverbasharpa. År 1974 fick han Zornmärket i silver och blev därmed riksspelman. Strax därefter slutade han i smedjan och blev musiker och byggare på heltid. Bland annat deltog han i gammeldansbandet Bockarna Bruce med sättningen nyckelharpa, fiol och dragspel.
Gille byggde sammanlagt 242 nyckelharpor av många modeller. Dels byggde han äldre harptyper som kontrabasharpa och silverbasharpa, dels utvecklade han moderna kromatiska harpor av olika slag. Under 1970- och 1980-talen ledde han byggkurser i Uppland och i Stockholm. Hans modeller har därför, jämsides med Eric Sahlströms Bohlinmodell, fått stor spridning. De nyckelharpor han byggt är kända för att hålla god kvalitet och har sålts till bland annat USA. Under många år vann hans nyckelharpor tävlingarna vid Nyckelharpsstämman i Österbybruk. Bland musiker som spelar på nyckelharpor av Gille märks bland andra Ditte Andersson, Johan Hedin och Olov Johansson.
Gille var under många år en del av Nyckelharpsstämman i Österbybruk. Här ledde han spelmanståget, allspelet och ofta buskspelet. Han var också allspelsledare vid Oktoberstämman i Uppsala. Under mer än 30 år ledde han otaliga spelkurser, framför allt i Uppland och Mälardalen, men även på exempelvis Bornholm och Visingsö, och han var mycket uppskattad gästspelman vid Eric Sahlströmsinstitutet. Tillsammans med folkdanslag reste han till USA, Kina och Österrike, och han ledde folkmusikturnéer i Zimbabwe och Skottland. Han komponerade drygt 60 låtar: brudmarscher, valser, polskor och gånglåtar.
Gilles närmaste spelkamrater var, förutom livskamraten Lena Höög, Ceylon Wallin och Kurt Södergren på nyckelharpa samt Bertil Hammar på dragspel.
År 2012 fick han en spelmansstämma uppkallad efter sig - Gillestämman på nationaldagen 6 juni, i Österbybruk. År 2016 slogs den ihop med Nyckelharpsstämman och äger nu rum på lördagen, helgen före midsommar.

## Utmärkelser och stipendier
- 1974  Spelmansmärket i silver, Svenska Ungdomsringen för Bygdekultur, "för bevarande av värdefull speltradition på kontrabasharpa".
- 1977 Östhammars kommuns kulturstipendium.[22]
- 1992 Världsmästare i gammelharpa på Skansen.[33]
- 2002 Årets bruksare, Österby hembygdsförening.
- 2007 Stipendium "för mångårig och värdefull insats för folkmusiken i Uppland", Stiftelsen Göran Larssons Minnesfond.
- 2007 Excellence in recognition of your exceptional performance and innovative contributions to the 24th French Quarter Festival, Sean Kelly's Pub, New Orleans.
- 2007 Swedbanks stipendium.
- 2008 Louis Armstrongstipendiet, Föreningen Tradjazzens vänner "- för att han med uppväxt i uppländska Österbybruk blev framgångsrik pionjär för den tidiga jazzen i brukssamhället, fjärran från storstädernas skoldanser. Hasse är riksspelman, nyckelharpist och som nyckelharpsbyggare den mest produktive i världen. Efter dryga dussinet musikbesök i New Orleans har han blivit 'Hans of Sweden' för stadens jazzelit, under åren inbjuden att spela med Jacques Gauthé, Lars Edegran m.fl., i Sverige aktiv i bland andra Canal Creepers och Big Papa Henry's Band. Och i dag som vanligt tongivande i Storyville-paraden."[34][35]
- 2009 Stipendium, Stiftelsen Carl G Beck-Friis fond för naturvård och hembygdskultur, Hargs bruk med motiveringen "för förtjänstfullt arbete som kulturbärare av nyckelharpospel".[36]
- 2010 Viksta-Lasses stipendium "- är en stor inspiratör med sitt livfulla och lyhörda spel"[37]
- 2011 Nominerad till Årets upplänning.[38]
- 2012 Hedersjernbergare "Hasse Gille har under lång tid tolkat Jernbergslåtarna och komponerat i sann Jernbergsstil. Hasse har dessutom spelat otroliga stämmor på ett synnerligen troget sätt med full respekt för den unika tradition som levat kvar på Österbybruk sedan familjen Jernberg kom till Österbybruk år 1919."
- 2012 Diplom "för utomordentliga insatser som verksamt bidragit till nyckelharpans fortlevnad", Nämnden för nyckelharpans utveckling och fortlevnad, Österbybruk.

## Galleri

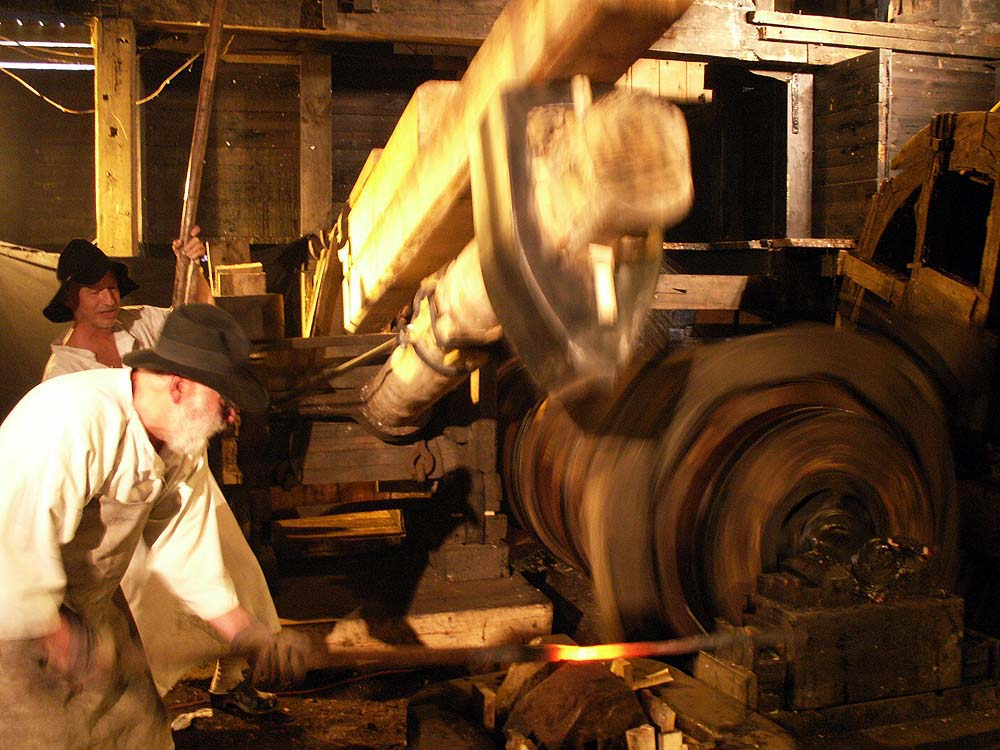
Hasse Gille smider i vallonsmedjan 2006
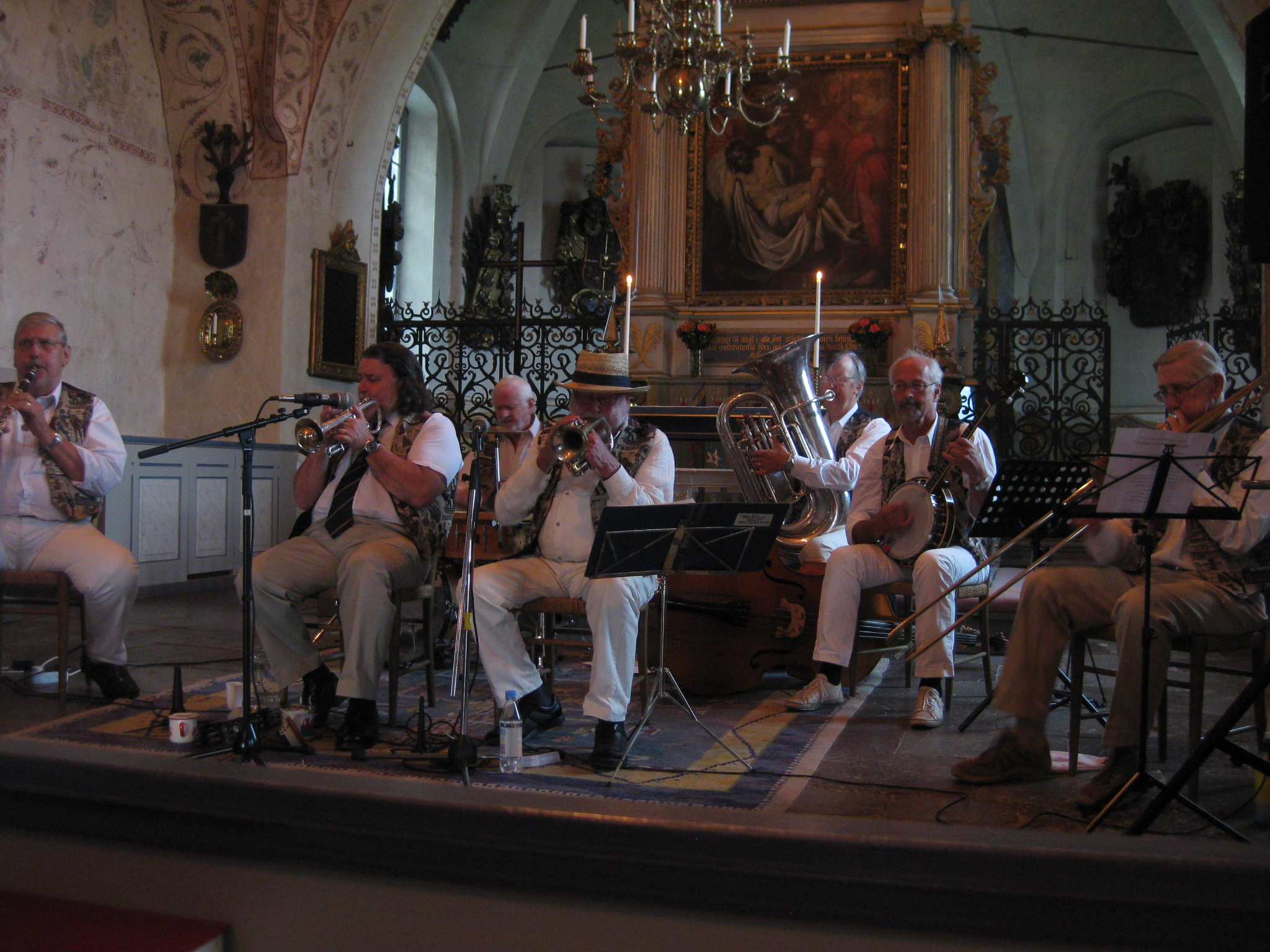
Big Papa Henry's New Orleans Jazz Band i Östra Ryds kyrka, augusti 2012
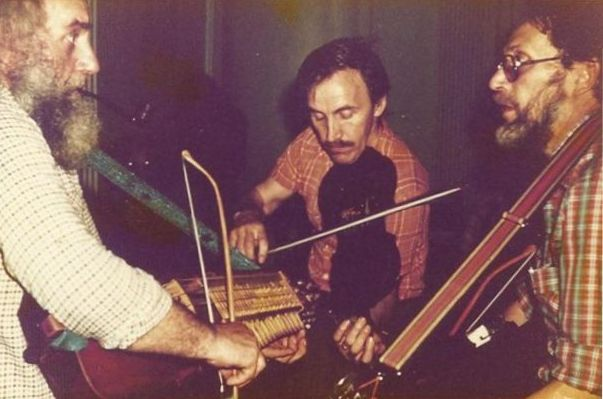
Ceylon Wallin, Henry Wallin och Hasse Gille på Herrgården i Österbybruk 1977
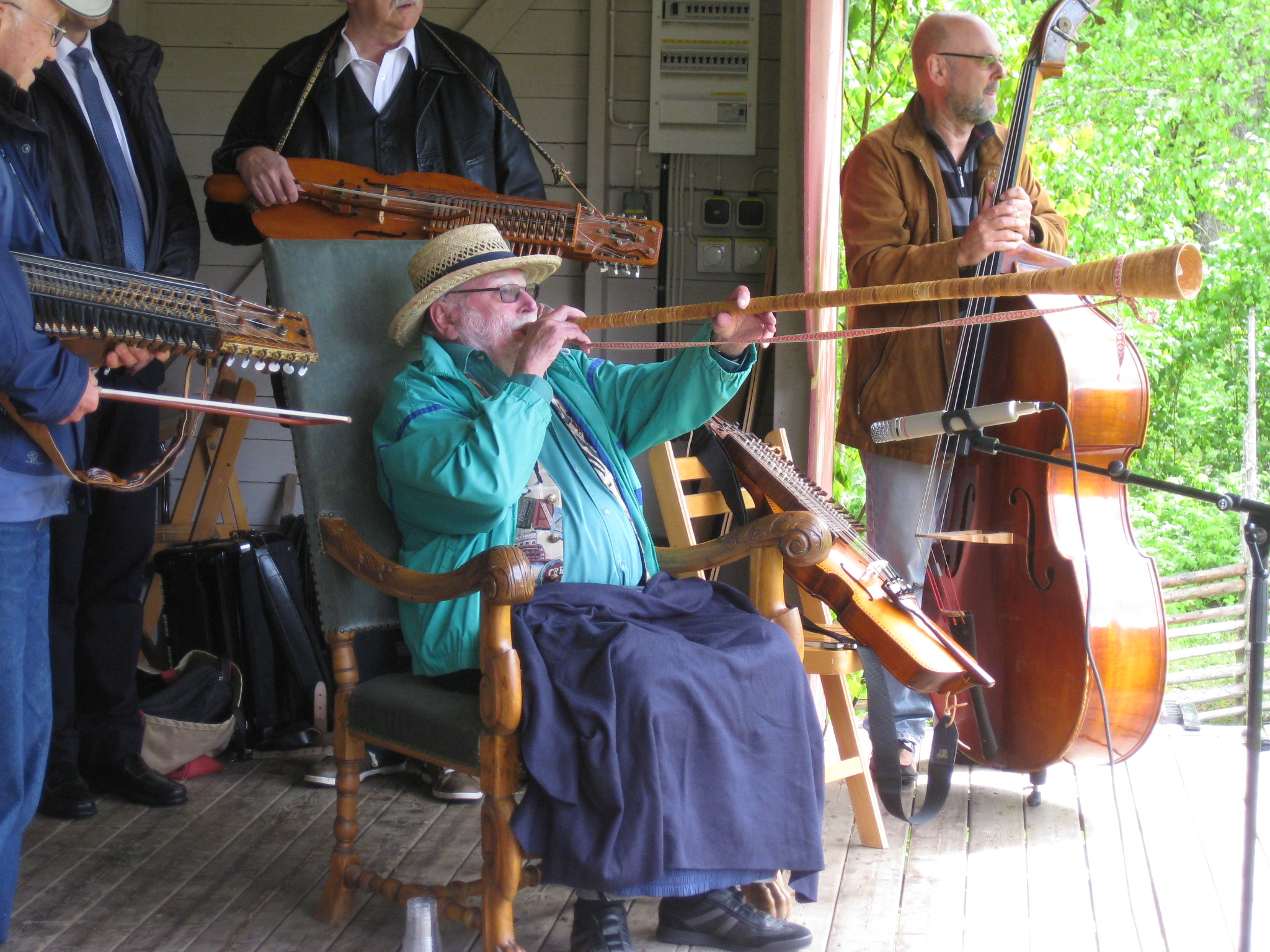
Hasse Gille inviger den allra första Gillestämman i Österbybruk på nationaldagen 6 juni 2012

## Media

### Musik
- Lite gammalt, lite nytt... Kassettband 1990. (c) Hans Gille
- Låtar på nyckelharpa från Österbybruk [39]
- Välsmidet. Jernbergslåtar och andra [40]
- På vårat vis. Hans Gille & Kurt Södergren, Österbyhttp://www.nyckelharpan.org/ bruk [41]
- Hasse Gille Sextett 22 oktober 2001 Live! (c) Hans Gille
- Live i Österåkers kyrka[42]

### Filmer
- Swedish Folk Music Treasures: Hasse Gille & Anders Mattsson av Rita Laydon (2003) [43]
- Hasse Gille - den siste vallonsmeden av Birger Eriksson. (2010)[44][45]

### Webbkällor
- Upplandsspelmannen 1/2013 Uplands Spelmansförbund
- Nyckelharpan 1/2013 Föreningen Nyckelharpan
- Hasse Gille i Österbybruk 1931-2012